# Конісес-Лейк (Нью-Йорк)
Конісес-Лейк (англ. Conesus Lake) — переписна місцевість (CDP) в США, в окрузі Лівінгстон штату Нью-Йорк. Населення — 2270 осіб (2020).

## Географія
Конісес-Лейк розташований за координатами 42°48′9″ пн. ш. 77°42′3″ зх. д. / 42.80250° пн. ш. 77.70083° зх. д. (42.802635, -77.700951).  За даними Бюро перепису населення США в 2010 році переписна місцевість мала площу 24,38 км², з яких 11,30 км² — суходіл та 13,08 км² — водойми.

## Демографія
Згідно з переписом 2010 року, у переписній місцевості мешкали 2584 особи в 1217 домогосподарствах у складі 757 родин. Густота населення становила 106 осіб/км².  Було 2001 помешкання (82/км²).
Расовий склад населення:
| - 97,3 % — білих - 0,9 % — азіатів - 0,4 % — корінних американців - 0,4 % — чорних або афроамериканців - 0,1 % — вихідців з тихоокеанських островів |

До двох чи більше рас належало 0,9 %. Частка іспаномовних становила 0,8 % від усіх жителів.
За віковим діапазоном населення розподілялося таким чином: 15,2 % — особи молодші 18 років, 63,7 % — особи у віці 18—64 років, 21,1 % — особи у віці 65 років та старші. Медіана віку мешканця становила 51,6 року. На 100 осіб жіночої статі у переписній місцевості припадало 105,2 чоловіків;  на 100 жінок у віці від 18 років та старших — 102,2 чоловіків також старших 18 років.
Середній дохід на одне домашнє господарство  становив 86 459 доларів США (медіана — 77 738), а середній дохід на одну сім'ю — 100 419 доларів (медіана — 87 847). Медіана доходів становила 62 452 долари для чоловіків та 46 658 доларів для жінок. За межею бідності перебувало 6,3 % осіб, у тому числі 4,0 % дітей у віці до 18 років та 6,4 % осіб у віці 65 років та старших.
Цивільне працевлаштоване населення становило 1408 осіб. Основні галузі зайнятості: освіта, охорона здоров'я та соціальна допомога — 27,3 %, роздрібна торгівля — 11,9 %, виробництво — 11,6 %, публічна адміністрація — 11,3 %.